# Мови в Україні
Мови України — мови, що використовуються населенням України. Найбільш поширеною мовою в Україні є українська. В окремих регіонах і місцях компактного проживання національних громад поширені російська, білоруська, румунська, угорська, болгарська, польська, кримськотатарська, єврейські мови, гагаузька, грецька, словацька, німецька та інші. Значно поширені діалекти та змішані мови, що виникли з української із залученням слів мов інших національних громад. Серед іноземних мов велике значення має англійська, німецька мова.
Законодавство України визнає: державну мову — українську та мови національних меншин України. Згідно зі ст. 10, р. 1 Конституції України «державною мовою в Україні є українська мова. Держава забезпечує всебічний розвиток і функціонування української мови в усіх сферах суспільного життя на всій території України, сприяє вивченню мов міжнародного спілкування. В Україні гарантується вільний розвиток, використання і захист російської, інших мов національних меншин України». Згідно зі Всеукраїнським переписом населення 2001 р., українську мову вважають рідною 67,5 % населення України, російську — 29,6 %. На 2011 рік українською мовою спілкувалось 53,8 % громадян України, російською — 44,5 %, хоча існують й інші цифри. Треба зазначити, що точнішої інформації немає, оскільки в соцопитуваннях йдеться про літературну українську/російську мови: не враховують фактора суржику (тобто людина розмовляє суржиком, але вказує українську чи російську), часто виникає плутанина і з конкретикою терміна «рідна мова» (це етнічна мова, що асоціюється з корінним етносом держави, мова, якою людина думає і найчастіше спілкується, або мова дитинства).
Українська мова переважає на Заході, Центрі та Північному Сході, російська — на Донбасі, Криму та Півдні. В Україні, особливо в етнічно змішаних районах (Закарпаття, Донбас, Одеська область, Крим) поширені явища двомовності та полілінгвізму (багатомовності). З XIX ст. формується суржик (змішана українсько-російська мова), найпоширеніша на Лівобережжі.

## Мовний склад населення

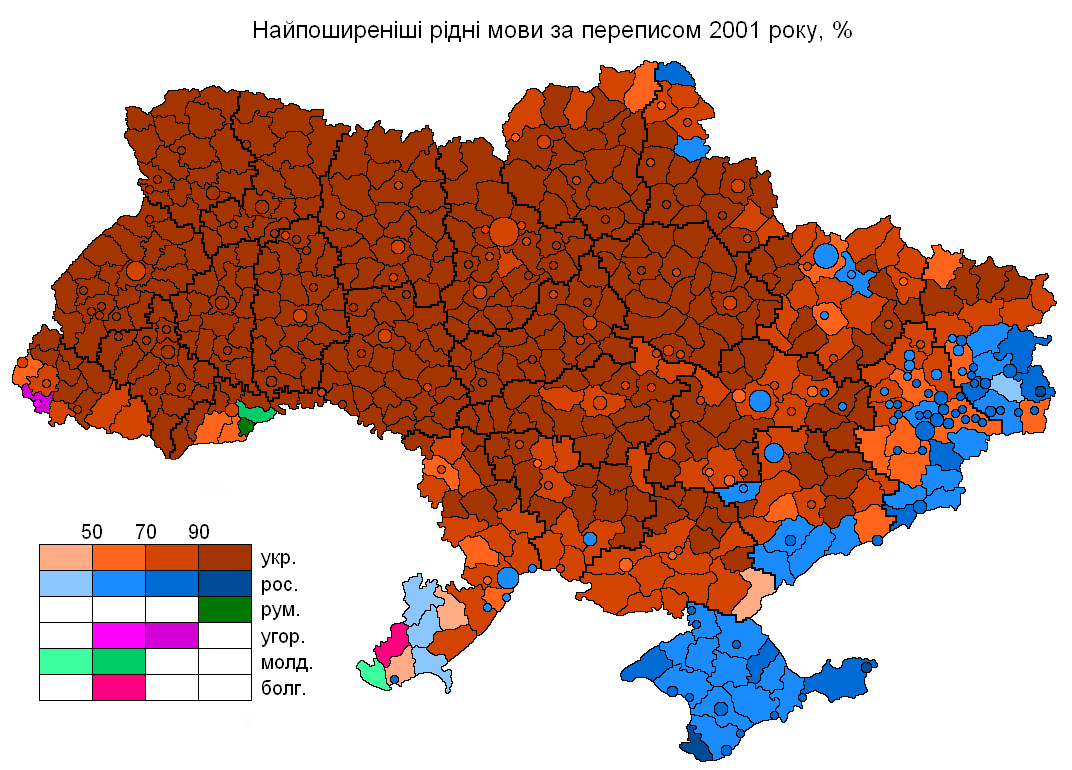
Найбільші поширені рідні мови у районах та містах обласного підпорядкування за переписом 2001 р.

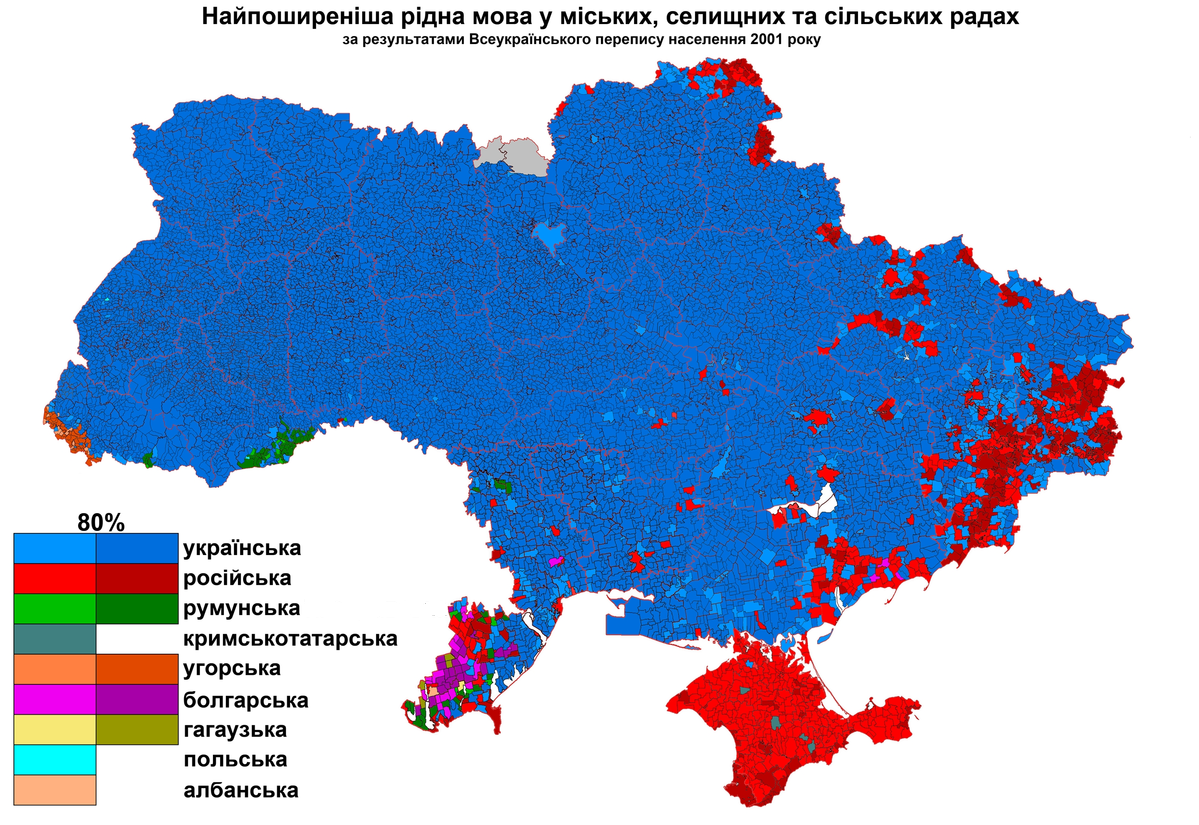
Найбільші поширені рідні мови у міських, селищних та сільських радах за переписом 2001 р.

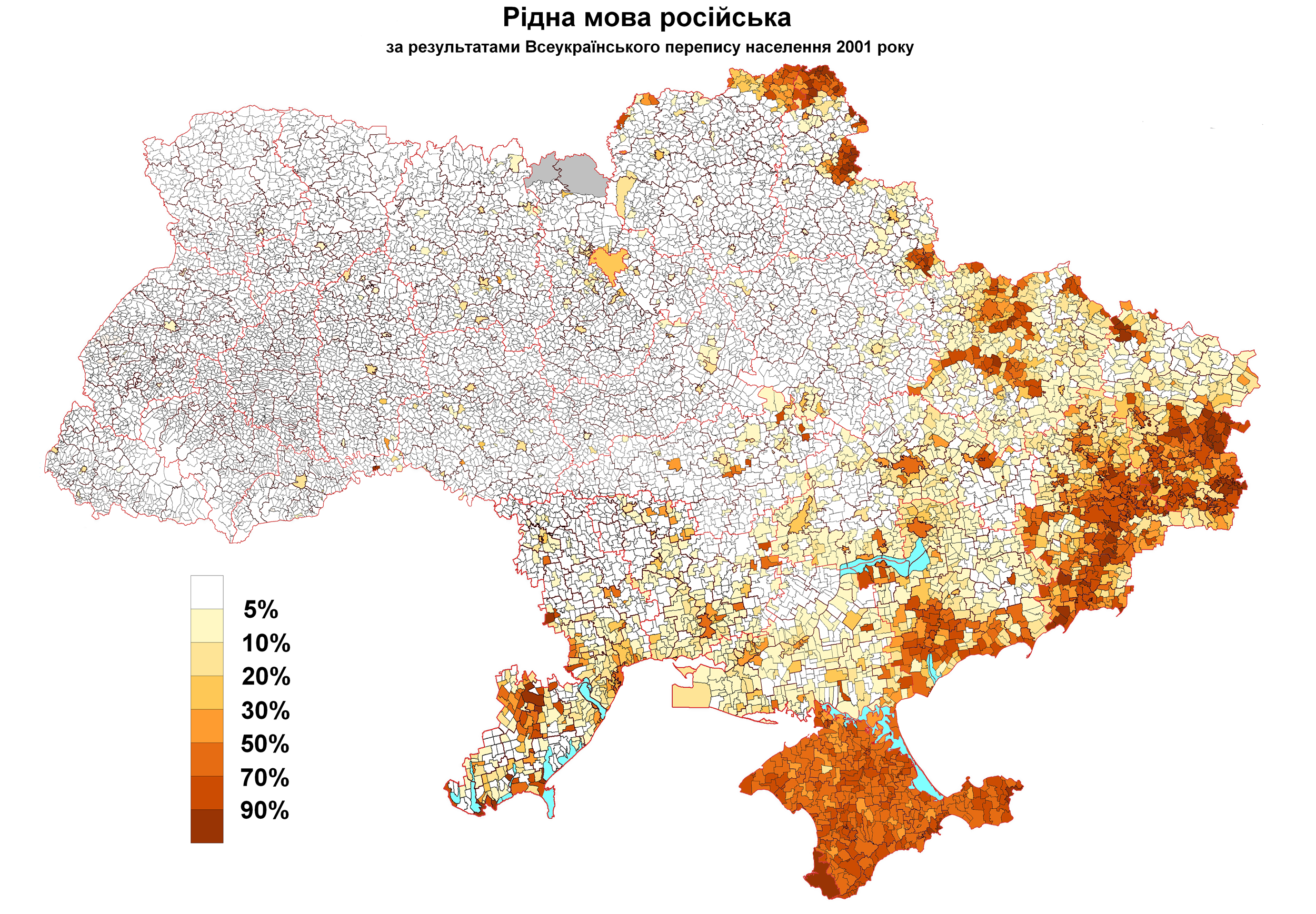
Російська мова як рідна за переписом 2001 р.

Мовний склад населення України, за даними Всеукраїнського перепису населення 2001 року:
| мова              | чисельність | частка  |
| ----------------- | ----------- | ------- |
| українська        | 32 577 468  | 67,53 % |
| російська         | 14 273 670  | 29,59 % |
| кримськотатарська | 231 382     | 0,48 %  |
| молдовська        | 185 032     | 0,38 %  |
| угорська          | 161 618     | 0,34 %  |
| румунська         | 142 671     | 0,30 %  |
| болгарська        | 134 396     | 0,28 %  |
| білоруська        | 56 249      | 0,12 %  |
| вірменська        | 51 847      | 0,11 %  |
| гагаузька         | 23 765      | 0,05 %  |
| циганська         | 22 603      | 0,05 %  |
| інша мова         | 178 764     | 0,38 %  |
| не вказали мову   | 201 437     | 0,42 %  |

| Національність      | Вважали рідною мовою (%)  | Вважали рідною мовою (%) | Вважали рідною мовою (%) | Вважали рідною мовою (%) |
| Національність      | мову своєї національності | українську               | російську                | іншу мову                |
| українці            | 85,2                      | х                        | 14,8                     | 0,0                      |
| росіяни             | 95,9                      | 3,9                      | х                        | 0,2                      |
| білоруси            | 19,8                      | 17,5                     | 62,5                     | 0,2                      |
| молдовани           | 70,0                      | 10,7                     | 17,6                     | 1,7                      |
| кримські татари     | 92,0                      | 0,1                      | 6,1                      | 1,8                      |
| болгари             | 64,2                      | 5,0                      | 30,3                     | 0,5                      |
| угорці              | 95,4                      | 3,4                      | 1,0                      | 0,2                      |
| румуни              | 91,7                      | 6,2                      | 1,5                      | 0,6                      |
| поляки              | 12,9                      | 71,0                     | 15,6                     | 0,5                      |
| євреї               | 3,1                       | 13,4                     | 83,0                     | 0,5                      |
| вірмени             | 50,4                      | 5,8                      | 43,2                     | 0,6                      |
| греки               | 6,4                       | 4,8                      | 88,5                     | 0,3                      |
| татари              | 35,2                      | 4,5                      | 58,7                     | 1,6                      |
| цигани              | 44,7                      | 21,1                     | 13,4                     | 20,8                     |
| азербайджанці       | 53,0                      | 7,1                      | 37,6                     | 2,3                      |
| грузини             | 36,7                      | 8,2                      | 54,4                     | 0,7                      |
| німці               | 12,2                      | 22,1                     | 64,7                     | 1,0                      |
| гагаузи             | 71,5                      | 3,5                      | 22,7                     | 2,3                      |
| інші національності | 32,6                      | 12,5                     | 49,7                     | 5,2                      |

|            |  |           |  |                        |  |
| українська |  | російська |  | румунська і молдовська |  |

|                   |  |            |  |          |  |
| кримськотатарська |  | болгарська |  | угорська |  |

Розподіл населення України за рідною мовою за переписом 2001 р.
|                           | українська | російська | білоруська | болгарська | вірменська | гагаузька | кримськотатарська | молдовська | німецька | польська | циганська | румунська | словацька | угорська | караїм. | єврейська | грецька | інша мова | не вказали |
| Україна                   | 67,53      | 29,59     | 0,12       | 0,28       | 0,11       | 0,05      | 0,48              | 0,38       | 0,01     | 0,04     | 0,05      | 0,3       | 0,01      | 0,34     | 0       | 0,01      | 0,01    | 0,3       | 0,42       |
| Автономна Республіка Крим | 10,02      | 76,55     | 0,26       | 0,02       | 0,23       | 0,01      | 11,33             | 0,06       | 0,01     | 0,01     | 0,06      | 0         | 0         | 0        | 0       | 0         | 0,03    | 1         | 0,39       |
| Вінницька область         | 94,81      | 4,74      | 0,06       | 0,01       | 0,04       | 0         | -                 | 0,1        | 0        | 0,01     | 0,03      | 0         | 0         | 0        | 0       | 0,01      | 0       | 0,09      | 0,11       |
| Волинська область         | 97,26      | 2,51      | 0,11       | 0          | 0,02       | 0         | -                 | 0,02       | 0        | 0,01     | 0         | 0         | 0         | 0,01     | -       | 0         | 0       | 0,05      | -          |
| Дніпропетровська область  | 67         | 31,91     | 0,18       | 0,01       | 0,17       | 0,01      | 0                 | 0,05       | 0,01     | 0,01     | 0,07      | 0         | 0         | 0,01     | 0       | 0,01      | 0       | 0,27      | 0,3        |
| Донецька область          | 24,1       | 74,92     | 0,1        | 0,01       | 0,13       | 0         | 0                 | 0,02       | 0        | 0        | 0,04      | 0         | 0         | 0        | 0       | 0         | 0,09    | 0,38      | 0,18       |
| Житомирська область       | 93,02      | 6,57      | 0,1        | 0          | 0,03       | 0         | 0                 | 0,05       | 0,01     | 0,05     | 0,03      | 0         | 0         | 0        | -       | 0,01      | 0       | 0,08      | 0,03       |
| Закарпатська область      | 81         | 2,9       | 0,05       | 0,01       | 0,02       | 0         | -                 | 0,03       | 0,15     | 0,01     | 0,24      | 2,57      | 0,21      | 12,65    | -       | 0,01      | 0       | 0,14      | 0,02       |
| Запорізька область        | 50,2       | 48,19     | 0,11       | 0,47       | 0,19       | 0,01      | 0,02              | 0,04       | 0,01     | 0        | 0,07      | 0         | 0         | 0,01     | 0       | 0,01      | 0,01    | 0,59      | 0,07       |
| Івано-Франківська область | 97,81      | 1,78      | 0,05       | 0          | 0,01       | 0         | -                 | 0,03       | 0        | 0,03     | 0,01      | 0         | 0         | 0,01     | 0       | 0         | 0       | 0,04      | 0,22       |
| Київська область          | 92,27      | 7,17      | 0,17       | 0,01       | 0,08       | 0         | 0                 | 0,04       | 0        | 0,01     | 0,03      | 0         | 0         | 0        | -       | 0         | 0       | 0,13      | 0,08       |
| Кіровоградська область    | 88,89      | 10,02     | 0,16       | 0,05       | 0,2        | 0         | 0                 | 0,44       | 0        | 0        | 0,05      | 0,01      | 0         | 0,01     | -       | 0         | 0       | 0,15      | 0          |
| Луганська область         | 30,01      | 68,84     | 0,11       | 0,01       | 0,12       | 0         | -                 | 0,03       | 0        | 0        | 0,05      | 0         | -         | 0        | -       | 0         | 0       | 0,27      | 0,55       |
| Львівська область         | 95,32      | 3,77      | 0,07       | 0          | 0,02       | 0         | 0                 | 0,02       | 0        | 0,41     | 0,01      | 0         | 0         | 0,01     | 0       | 0,01      | 0       | 0,06      | 0,28       |
| Миколаївська область      | 69,2       | 29,26     | 0,13       | 0,13       | 0,19       | 0,03      | 0                 | 0,58       | 0,01     | 0,01     | 0,05      | 0         | 0         | 0        | -       | 0,01      | 0       | 0,29      | 0,1        |
| Одеська область           | 46,28      | 41,95     | 0,11       | 4,87       | 0,16       | 0,9       | 0                 | 3,78       | 0,01     | 0,01     | 0,1       | 0,01      | 0         | 0        | 0       | 0,02      | 0,02    | 0,46      | 1,32       |
| Полтавська область        | 89,98      | 9,47      | 0,12       | 0,01       | 0,1        | 0         | -                 | 0,09       | 0        | 0        | 0,04      | 0         | 0         | 0,02     | -       | 0         | 0       | 0,16      | -          |
| Рівненська область        | 97         | 2,73      | 0,12       | 0          | 0,01       | 0         | -                 | 0,02       | 0        | 0,02     | 0,01      | 0         | 0         | 0        | -       | 0         | 0       | 0,06      | 0,02       |
| Сумська область           | 83,29      | 15,5      | 0,11       | 0          | 0,06       | 0         | 0                 | 0,03       | 0        | 0        | 0,05      | 0         | 0         | 0        | 0       | 0         | 0       | 0,11      | 0,83       |
| Тернопільська область     | 98,34      | 1,19      | 0,03       | 0          | 0,01       | 0         | -                 | 0,02       | 0        | 0,03     | 0         | 0         | 0         | 0,01     | -       | 0         | 0       | 0,04      | 0,31       |
| Харківська область        | 53,8       | 44,29     | 0,12       | 0,01       | 0,18       | 0         | 0                 | 0,03       | 0        | 0,01     | 0,05      | 0         | 0         | 0,01     | 0       | 0,01      | 0       | 0,49      | 1          |
| Херсонська область        | 73,19      | 24,86     | 0,18       | 0,02       | 0,26       | 0,01      | 0,07              | 0,15       | 0,01     | 0,01     | 0,08      | 0,01      | 0         | 0,01     | -       | 0         | 0       | 0,98      | 0,17       |
| Хмельницька область       | 95,24      | 4,09      | 0,06       | 0          | 0,06       | 0         | -                 | 0,05       | 0        | 0,18     | 0,02      | 0         | 0         | 0        | -       | 0,01      | 0       | 0,24      | 0,04       |
| Черкаська область         | 92,49      | 6,66      | 0,09       | 0,01       | 0,09       | 0         | -                 | 0,06       | 0        | 0        | 0,05      | 0         | 0         | 0,01     | -       | 0         | 0       | 0,12      | 0,41       |
| Чернівецька область       | 75,57      | 5,27      | 0,05       | 0,01       | 0,02       | 0         | 0                 | 6,79       | 0,01     | 0,16     | 0,01      | 11,85     | -         | 0,01     | -       | 0,03      | 0       | 0,1       | 0,13       |
| Чернігівська область      | 89,05      | 10,26     | 0,19       | 0,01       | 0,04       | 0         | 0                 | 0,02       | 0        | 0        | 0,04      | 0         | 0         | 0        | -       | 0         | 0       | 0,07      | 0,3        |
| м. Київ                   | 72,15      | 25,27     | 0,12       | 0,02       | 0,08       | 0         | 0                 | 0,03       | 0,01     | 0,02     | 0,01      | 0         | 0         | 0,01     | 0       | 0,02      | 0       | 0,36      | 1,92       |
| м. Севастополь            | 6,76       | 90,56     | 0,17       | 0,02       | 0,11       | 0,01      | 0,25              | 0,06       | 0        | 0,01     | 0         | 0         | 0         | 0        | 0       | 0         | 0       | 0,87      | 1,18       |

### Мовна динаміка в 2001—2011рр.
| Пропоновані питання                               | Варіанти відповідей                            | 1994   | 1995   | 1996   | 1997   | 1998   | 1999   | 2000   | 2001   | 2002   | 2005   | 2006   | 2007   | 2008   | 2011   | 2012   | 2012   | 2013   |
| ------------------------------------------------- | ---------------------------------------------- | ------ | ------ | ------ | ------ | ------ | ------ | ------ | ------ | ------ | ------ | ------ | ------ | ------ | ------ | ------ | ------ | ------ |
| Рідна мова                                        | українська                                     | ×      | ×      | ×      | ×      | ×      | ×      | ×      | 67,5 % | 65,4 % | 64,3 % | ×      | ×      | ×      | ×      | 50,0 % | 62,0 % | 56,0 % |
| Рідна мова                                        | російська                                      | ×      | ×      | ×      | ×      | ×      | ×      | ×      | 29,6 % | 33,3 % | 34,4 % | ×      | ×      | ×      | ×      | 29,0 % | 36,0 % | 40,0 % |
| Рідна мова                                        | інша                                           | ×      | ×      | ×      | ×      | ×      | ×      | ×      | 2,9 %  | 1,3 %  | 1,5 %  | ×      | ×      | ×      | ×      | 1,0 %  | 2,0 %  | 3,0 %  |
| Мова спілкування (в родині / вдома)               | українська                                     | 36,7 % | 31,9 % | 36,9 % | 38,2 % | 37,6 % | 36,3 % | 39,1 % | 36,9 % | 37,5 % | 41,8 % | 43,7 % | 37,5 % | 45,0 % | 47,0 % | 45,0 % | 44,0 % | ×      |
| Мова спілкування (в родині / вдома)               | російська                                      | 32,4 % | 32,8 % | 33,1 % | 34,5 % | 33,4 % | 33,6 % | 36,0 % | 36,7 % | 42,2 % | 36,4 % | 47,2 % | 42,3 % | 38,0 % | 37,0 % | 39,0 % | 35,0 % | ×      |
| Мова спілкування (в родині / вдома)               | обидві                                         | 29,4 % | 34,5 % | 29,6 % | 26,8 % | 28,4 % | 29,0 % | 24,8 % | 25,8 % | 19,8 % | 21,6 % | 7,8 %  | 19,7 % | 17,0 % | 15,0 % | 15,0 % | 20,0 % | ×      |
| Мова спілкування (в родині / вдома)               | іншою                                          | 0,7 %  | 0,9 %  | 0,4 %  | 0,6 %  | 0,5 %  | 1,1 %  | 0,2 %  | 0,6 %  | 0,5 %  | ×      | 0,4 %  | 0,1 %  | ×      | ×      | ×      | 1,0 %  | ×      |
| Мова спілкування (на роботі / за місцем навчання) | українська                                     | ×      | ×      | ×      | ×      | ×      | ×      | ×      | ×      | 34,0 % | ×      | 37,7 % | 34,4 % | 39,0 % | 45,0 % | ×      | 42,0 % | ×      |
| Мова спілкування (на роботі / за місцем навчання) | російська                                      | ×      | ×      | ×      | ×      | ×      | ×      | ×      | ×      | 38,5 % | ×      | 50,0 % | 48,0 % | 39,0 % | 35,0 % | ×      | 36,0 % | ×      |
| Мова спілкування (на роботі / за місцем навчання) | обидві                                         | ×      | ×      | ×      | ×      | ×      | ×      | ×      | ×      | 19,5 % | ×      | 12,1 % | 17,1 % | 22,0 % | 18,0 % | ×      | 21,0 % | ×      |
| Мова спілкування (на роботі / за місцем навчання) | іншою                                          | ×      | ×      | ×      | ×      | ×      | ×      | ×      | ×      | 0,6 %  | ×      | 0,3 %  | 0,9 %  | ×      | ×      | ×      | 1,0 %  | ×      |
| Державна мова                                     | українська                                     | ×      | ×      | ×      | ×      | ×      | ×      | ×      | ×      | ×      | ×      | ×      | 36,6 % | ×      | 48,0 % | 46,0 % | 46,0 % | 19,0 % |
| Державна мова                                     | українська, в окремих регіонах - офіційні мови | ×      | ×      | ×      | ×      | ×      | ×      | ×      | ×      | ×      | ×      | ×      | 27,1 % | ×      | ×      | ×      | ×      | 47,0 % |
| Державна мова                                     | українська і російська                         | ×      | ×      | ×      | ×      | ×      | ×      | ×      | ×      | ×      | ×      | ×      | 31,4 % | ×      | 49,0 % | 45,0 % | 47,0 % | 28,0 % |

#### Опитування центру Разумкова (2002)
Дослідження проведене соціологічною службою Центру Разумкова з 16 по 24 грудня 2002 року в усіх регіонах України. Опитано 2010 респондентів віком від 18 років у 123 населених пунктах, включаючи
села, селища міського типу, малі, середні та великі міста. Похибка вибірки — 2,3 %.

#### Опитування Інституту соціології НАН України (2005)
Як показало всеукраїнське опитування Інституту соціології НАН України, у 2005 році:
- українську мову вважали рідною лише 64,3 % населення,
- російську 34,4 %,
- іншу — 1,5 %;

мовою спілкування дорослого населення в родинній сфері були:
- переважно українська — 41,8 %,
- переважно російська — 36,4 %,
- обидві мови (залежно від обставин) — 21,6 %.

#### Опитування Research & Branding Group (2011)
Збір інформації проводився методом особистого інтерв'ю в 24-х областях України і АР Крим у період з 12 — 22 серпня 2011 року. Респонденти відбиралися за квотною вибіркою, що репрезентує доросле населення країни за місцем проживання (область), статтю і віком. Обсяг вибіркової сукупності склав 2075 осіб. Очікувана середня помилка вибірки складає + -2,2 %.

#### Опитування центру Разумкова (2017)
Дослідження проведене соціологічною службою Центру Разумкова 3 — 9 березня 2017 року в усіх регіонах України, за винятком Криму та окупованих територій Донецької та Луганської областей. Опитано 2 016 респондентів віком від 18 років. Теоретична похибка вибірки не перевищує 2,3 %.
Згідно з результатами соціологічного дослідження, понад дві третини (68 %) опитаних вважають рідною мовою українську, 14 % – російську, 17 % – і українську, і російську однаковою мірою, 0,7 % – інші мови.

### Українська

Українська мова як рідна в Україні по областях за переписом 2001.

Державною мовою України є українська. Згідно з переписом населення 2001 року її вважають за рідну 67,5 % населення України, що на 2,8 % більше, ніж за даними перепису 1989 року. 29,6 % населення визначили рідною російську мову.
Вільне володіння українською мовою у 2001 р. задекларували 42 374 848 мешканців України (87,8 % населення), в тому числі 97 % українців, 95 % поляків, понад 60 % євреїв, білорусів та циган, понад 50 % росіян, греків, молдован та вірмен. Найнижчий рівень володіння українською був зафіксований серед кримських татар (20 %), болгар (42 %) та румунів (44 %).
Українська мова більш поширена в центральній частині, на півночі та заході країни, російська — на півдні та сході, де існування української у великих містах, на жаль, часто обмежено лиш державними установами, і вона повноцінно функціонує лиш у сільській місцевості.
Станом на 2002 р., українську як мову, якій надається перевага в спілкуванні (на відміну від української як рідної мови) було визначено лише 43,9 % населення держави (дані Києво-Могилянської академії). Найбільші розбіжності між цими двома поняттями спостерігаються на сході, півдні та в Києві, де рідною українську мову вважають від 40 до 60 %, але надають їй перевагу як мові спілкування лише 10-25 %. Така ситуація пояснюється тривалим домінуванням у цих районах саме російської мови в найавторитетніших сферах застосування: освіта, наука, право, влада, церква. Водночас, наявність сучасної переважно української самоідентифікації громадян в цих регіонах свідчить про реальну можливість «українізації українців» — тобто непримусового повернення українців в лоно рідної культури та мови.
Вивчення поширення і діалектів української мови дозволяють зробити висновок, що сучасна мова знаходиться на етапі свого відновлення як загальнонаціональної. Дві найхарактерніші риси мовної політики:
1. Поширення викладання української в навчальних закладах, що спрямовано на створення покоління з орієнтацією на національну культуру (частка українськомовних шкіл зросла з 47,4 % у 1989 р. до 74,9 % у 2004 р., дані Міністерство освіти і науки України).
2. Пришвидчений розвиток літературної мови за рахунок повернення раніш вилучених (але не застарілих) слів (летовище) або слів регіонального походження (як східного так і західного) (наживо, хода, гелікоптер, сапетка), розвитку фахової української термінології — в економіці, техніці, медицині, гірничій справі тощо.

### Російська
- Див. докладніше: Російська мова в Україні

### Кримськотатарська
- Див. докладніше: Кримськотатарська мова в Україні

### Угорська
- Див. докладніше: Угорська мова в Україні

### Молдовська
- Див. докладніше: Молдавська мова в Україні

### Румунська
- Див. докладніше: Румунська мова в Україні

### Болгарська
- Див. докладніше: Болгарська мова в Україні

### Польська
- Див. докладніше: Польська мова в Україні

### Білоруська
- Див. докладніше: Білоруська мова в Україні

## Переписи та соціологічні опитування

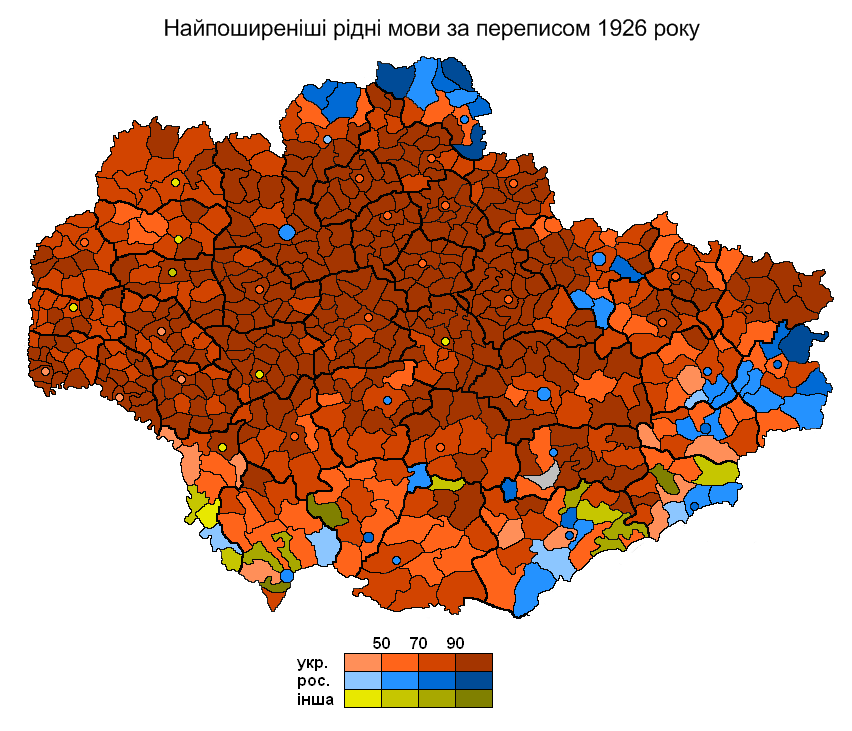
Найпоширеніші рідні мови в Українській РСР за даними перепису 1926 року

| рік перепису | українська | російська | інші   |
| 1897 / 1900  | 70,7 %     | 9,6 %     | 19,7 % |
| 1920 / 1926  | 71,3 %     | 11,9 %    | 16,8 % |
| 1959         | 73,0 %     | 24,3 %    | 2,7 %  |
| 1970         | 69,4 %     | 28,1 %    | 2,5 %  |
| 1979         | 66,4 %     | 31,3 %    | 2,3 %  |
| 1989         | 64,7 %     | 32,8 %    | 2,5 %  |
| 2001         | 67,5 %     | 29,6 %    | 2,9 %  |
|              |            |           |        |

Вільне володіння мовами серед представників різних національностей за даними перепису населення 2001 року
|                 | чисельність | мовою своєї національності | українською | російською |
| українці        | 37 541 693  | 96,8 %                     | -           | 58,1 %     |
| росіяни         | 8 334 141   | 98,9 %                     | 58,8 %      | -          |
| білоруси        | 275 763     | 31,7 %                     | 64,3 %      | 85,8 %     |
| молдовани       | 258 619     | 78,9 %                     | 50,7 %      | 71,1 %     |
| кримські татари | 248 193     | 94,9 %                     | 19,6 %      | 85,9 %     |
| болгари         | 204 574     | 76,0 %                     | 42,2 %      | 89,7 %     |
| угорці          | 156 566     | 97,5 %                     | 49,1 %      | 31,7 %     |
| румуни          | 150 989     | 94,5 %                     | 43,9 %      | 45,5 %     |
| поляки          | 144 130     | 27,6 %                     | 94,6 %      | 54,7 %     |
| євреї           | 103 591     | 7,6 %                      | 77,2 %      | 95,3 %     |
| вірмени         | 99 894      | 64,6 %                     | 50,0 %      | 87,7 %     |
| греки           | 91 548      | 23,4 %                     | 57,5 %      | 97,5 %     |
| татари          | 73 304      | 50,1 %                     | 46,7 %      | 93,3 %     |
| цигани          | 47 587      | 53,5 %                     | 60,8 %      | 47,0 %     |
| азербайджанці   | 45 176      | 65,4 %                     | 44,4 %      | 84,9 %     |
|                 |             |                            |             |            |

- За даними Всеукраїнського перепису населення 2001 року українську мову вважали рідною 67,5 % населення України, що на 2,8 % більше, ніж за даними перепису 1989 року. Російську мову визначили як рідну 29,6 % населення, в порівнянні з минулим переписом населення цей показник зменшився на 3,2 %. Частка інших мов, які були вказані як рідна, за міжпереписний період збільшилася на 0,4 % і становила 2,9 %.[27]
- Хоча згідно зі Всеукраїнським переписом населення 2001 р. українську мову вважають рідною 67,5 % населення України, російську — 29,6 %.[2] спілкуються українською мовою станом на серпень 2011 р. приблизно 53 % громадян України, російською — 45 %,[3] хоча існують й інші цифри.[4]
- Центр економічних і політичних досліджень імені Олександра Разумкова з 16 по 25 червня 2012 року провів опитування (опитано 2009 осіб старших 18 років, що мешкають в усіх областях Україні, статистична похибка не перевищує 2,3 %), згідно з яким 43,6 % респондентів виступають за те, щоб українська мова була єдиною державною, 23,9 % респондентів вважають за необхідне зробити російську другою державною мовою, 25 % — за надання російській мові офіційного статусу в деяких регіонах, а 2 % виступають за російську мову як єдину державну в Україні.[28]

Рідні мови за переписом 2001 р.
|                           | українська | російська | кримськотатарська | молдовська | угорська | румунська | болгарська | інша |
| ------------------------- | ---------- | --------- | ----------------- | ---------- | -------- | --------- | ---------- | ---- |
| Україна                   | 67,5       | 29,6      | 0,5               | 0,4        | 0,3      | 0,3       | 0,3        | 0,7  |
| Автономна Республіка Крим | 10,0       | 76,6      | 11,3              | 0,1        |          |           |            | 1,7  |
| Вінницька область         | 94,8       | 4,7       |                   | 0,1        |          |           |            | 0,2  |
| Волинська область         | 97,3       | 2,5       |                   |            |          |           |            | 0,2  |
| Дніпропетровська область  | 67,0       | 31,9      |                   | 0,1        |          |           |            | 0,7  |
| Донецька область          | 24,1       | 74,9      |                   |            |          |           |            | 0,8  |
| Житомирська область       | 93,0       | 6,6       |                   | 0,1        |          |           |            | 0,4  |
| Закарпатська область      | 81,0       | 2,9       |                   |            | 12,7     | 2,6       |            | 0,9  |
| Запорізька область        | 50,2       | 48,2      |                   |            |          |           | 0,5        | 1,1  |
| Івано-Франківська область | 97,8       | 1,8       |                   |            |          |           |            | 0,2  |
| Київська область          | 92,3       | 7,2       |                   |            |          |           |            | 0,5  |
| Кіровоградська область    | 88,9       | 10,0      |                   | 0,4        |          |           | 0,1        | 0,6  |
| Луганська область         | 30,0       | 68,8      |                   |            |          |           |            | 0,6  |
| Львівська область         | 95,3       | 3,8       |                   |            |          |           |            | 0,6  |
| Миколаївська область      | 69,2       | 29,3      |                   | 0,6        |          |           | 0,1        | 0,7  |
| Одеська область           | 46,3       | 42,0      |                   | 3,8        |          |           | 4,9        | 1,8  |
| Полтавська область        | 90,0       | 9,5       |                   | 0,1        |          |           |            | 0,5  |
| Рівненська область        | 97,0       | 2,7       |                   |            |          |           |            | 0,3  |
| Сумська область           | 83,3       | 15,5      |                   |            |          |           |            | 0,4  |
| Тернопільська область     | 98,3       | 1,2       |                   |            |          |           |            | 0,2  |
| Харківська область        | 53,8       | 44,3      |                   |            |          |           |            | 0,9  |
| Херсонська область        | 73,2       | 24,9      | 0,1               | 0,2        |          |           |            | 1,6  |
| Хмельницька область       | 95,2       | 4,1       |                   | 0,1        |          |           |            | 0,6  |
| Черкаська область         | 92,5       | 6,7       |                   | 0,1        |          |           |            | 0,4  |
| Чернівецька область       | 75,6       | 5,3       |                   | 6,8        |          | 11,9      |            | 0,4  |
| Чернігівська область      | 89,1       | 10,3      |                   | 0,0        |          |           |            | 0,4  |
| м. Київ                   | 72,2       | 25,3      |                   |            |          |           |            | 0,7  |
| м. Севастополь            | 6,8        | 90,6      | 0,3               | 0,1        |          |           |            | 1,2  |

## Шкільна освіта різними мовами
У 2008/2009 навчальному році в Україні провадилося вивчення як української та іноземних, так само й мов одинадцяти національних меншин та корінних народів: болгарської, гагаузької, гебрейської та їдишу, кримськотатарської, молдовської, російської, новогрецької, польської, румунської, словацької, угорської. Випускники мали можливість скласти ЗНО однією з семи мов: українською, кримськотатарською, російською, молдовською, польською, румунською чи угорською.
| Мова               | Кількість закладів з навчанням цією мовою | Навчальний процес цією мовою, учнів | Вивчають мову як предмет | Вивчають факультативно або в гуртках | Спільний відсоток до загальної кількості учнів (4 438 383) | Відсоток відповідного етносу за Переписом-2001 |
| ------------------ | ----------------------------------------- | ----------------------------------- | ------------------------ | ------------------------------------ | ---------------------------------------------------------- | ---------------------------------------------- |
| Болгарська         | —                                         | 80                                  | 9592                     | 1275                                 | 0,25 %                                                     | 0,42 %                                         |
| Гагаузька          | —                                         | —                                   | 1400                     | —                                    | 0,03 %                                                     | 0,07 %                                         |
| Гебрейська та їдиш | —                                         | —                                   | 1292                     | 114                                  | 0,03 %                                                     | 0,21 %                                         |
| Кримськотатарська  | 15                                        | 484                                 | 17725                    | 5153                                 | 0,53 %                                                     | 0,51 %                                         |
| Молдовська         | 6                                         | 4756                                | 1590                     | 434                                  | 0,15 %                                                     | 0,53 %                                         |
| Російська          | 1199                                      | 779423                              | 1292518                  | 165544                               | 50,41 %                                                    | 17,20 %                                        |
| Новогрецька        | —                                         | —                                   | 3073                     | 248                                  | 0,07 %                                                     | 0,19 %                                         |
| Польська           | 5                                         | 1389                                | 6889                     | 4443                                 | 0,29 %                                                     | 0,30 %                                         |
| Румунська          | 89                                        | 21671                               | 683                      | —                                    | 0,51 %                                                     | 0,31 %                                         |
| Словацька          | —                                         | 79                                  | 224                      | 202                                  | 0,011 %                                                    | 0,013 %                                        |
| Угорська           | 66                                        | 16407                               | 1337                     | 278                                  | 0,41 %                                                     | 0,32 %                                         |

У 2008/2009 навчальному році в Україні функціонувало 20 045 загальноосвітніх навчальних закладів, в яких навчалося 4 438 383 учні. Серед яких:
- 1 199 загальноосвітніх навчальних закладів — із навчанням російською мовою: в них здобувають освіту 403 719 учнів, та
- 1 628 шкіл — із навчанням українською і російською мовами (російською мовою навчаються 368 594 учні).

Працюють також школи з навчанням трьома мовами (українською, російською та кримсько-татарською; українською, російською та румунською; українською, російською та болгарською; українською, російською та молдовською).
Загалом, у загальноосвітніх навчальних закладах України російською мовою навчаються 779 423 учні. Крім того, російську мову як предмет вивчають 1 292 518 учнів, а як факультатив або в гуртках — 165 544 учні.
Таким чином, кількість російських шкіл в Україні становить 5,9 % від загальної їх кількості (для порівняння, у 1991/1992 році їх було 3 364, що становило 15,9 % від загальної кількості).
|         | Українська | Російська | Румунська | Угорська | Молдовська | Кримськотатарська | Польська |
| Всього  | 75,05 %    | 23,89 %   | 0,47 %    | 0,35 %   | 0,11 %     | 0,10 %            | 0,02 %   |
| 1 клас  | 81,04 %    | 17,78 %   | 0,54 %    | 0,37 %   | 0,11 %     | 0,12 %            | 0,03 %   |
| 2 клас  | 79,95 %    | 18,87 %   | 0,52 %    | 0,39 %   | 0,11 %     | 0,13 %            | 0,03 %   |
| 3 клас  | 78,26 %    | 20,63 %   | 0,53 %    | 0,32 %   | 0,10 %     | 0,13 %            | 0,03 %   |
| 4 клас  | 86,30 %    | 12,22 %   | 0,58 %    | 0,62 %   | 0,21 %     | 0,04 %            | 0,04 %   |
| 5 клас  | 76,21 %    | 22,17 %   | 0,51 %    | 0,36 %   | 0,13 %     | 0,09 %            | 0,03 %   |
| 6 клас  | 75,73 %    | 23,28 %   | 0,39 %    | 0,36 %   | 0,12 %     | 0,08 %            | 0,02 %   |
| 7 клас  | 74,09 %    | 24,90 %   | 0,45 %    | 0,34 %   | 0,10 %     | 0,09 %            | 0,02 %   |
| 8 клас  | 72,81 %    | 26,16 %   | 0,49 %    | 0,32 %   | 0,10 %     | 0,09 %            | 0,02 %   |
| 9 клас  | 69,23 %    | 29,83 %   | 0,43 %    | 0,31 %   | 0,09 %     | 0,09 %            | 0,01 %   |
| 10 клас | 69,25 %    | 29,81 %   | 0,44 %    | 0,25 %   | 0,09 %     | 0,14 %            | 0,02 %   |
| 11 клас | 68,51 %    | 30,64 %   | 0,36 %    | 0,26 %   | 0,10 %     | 0,11 %            | 0,02 %   |

Динаміка частки учнів у школах з українською мовою викладання у 1991/1992 — 1998/1999 навчальних роках в регіонах України:
|                           | 1991   | 1992   | 1994   | 1996   | 1998   |
| ------------------------- | ------ | ------ | ------ | ------ | ------ |
| Автономна республіка Крим |        |        | 0,1 %  | 0,1 %  | 0,5 %  |
| Вінницька область         | 81,3 % | 83,8 % | 89,9 % | 93,0 % | 96,0 % |
| Волинська область         | 94,6 % | 95,6 % | 97,3 % | 98,0 % | 99,0 % |
| Дніпропетровська область  | 31,1 % | 32,6 % | 41,8 % | 50,0 % | 59,0 % |
| Донецька область          | 3,3 %  | 3,9 %  | 5,4 %  | 7,0 %  | 10,0 % |
| Житомирська область       | 76,7 % | 79,1 % | 85,1 % | 89,0 % | 93,0 % |
| Закарпатська область      | 81,7 % | 82,4 % | 83,8 % | 85,0 % | 85,0 % |
| Запорізька область        | 22,7 % | 24,9 % | 29,8 % | 33,0 % | 38,0 % |
| Івано-Франківська область | 96,0 % | 96,7 % | 97,7 % | 99,0 % | 99,0 % |
| Київська область          | 84,6 % | 86,7 % | 91,1 % | 93,0 % | 95,0 % |
| м.Київ                    | 30,9 % | 41,7 % | 63,4 % | 76,0 % | 87,0 % |
| Кіровоградська область    | 62,2 % | 65,3 % | 72,0 % | 78,0 % | 84,0 % |
| Луганська область         | 6,7 %  | 7,3 %  | 8,7 %  | 10,0 % | 13,0 % |
| Львівська область         | 91,8 % | 93,6 % | 95,4 % | 97,0 % | 98,0 % |
| Миколаївська область      | 43,5 % | 46,1 % | 53,3 % | 59,0 % | 66,0 % |
| Одеська область           | 24,5 % | 27,4 % | 30,0 % | 33,0 % | 37,0 % |
| Полтавська область        | 74,3 % | 74,4 % | 80,6 % | 85,0 % | 89,0 % |
| Рівненська область        | 93,6 % | 96,6 % | 98,4 % | 99,0 % | 99,5 % |
| Сумська область           | 48,5 % | 49,0 % | 59,7 % | 67,0 % | 76,0 % |
| Тернопільська область     | 97,6 % | 98,0 % | 98,7 % | 99,0 % | 99,5 % |
| Харківська область        | 28,0 % | 30,6 % | 35,2 % | 39,0 % | 47,0 % |
| Херсонська область        | 51,7 % | 56,2 % | 59,9 % | 65,0 % | 70,0 % |
| Хмельницька область       | 81,5 % | 84,1 % | 89,6 % | 94,0 % | 97,0 % |
| Черкаська область         | 75,8 % | 78,3 % | 83,8 % | 88,0 % | 92,0 % |
| Чернівецька область       | 67,7 % | 70,5 % | 77,4 % | 80,0 % | 80,0 % |
| Чернігівська область      | 67,1 % | 70,3 % | 78,0 % | 83,0 % | 89,0 % |
| Україна                   | 49,3 % | 51,4 % | 56,5 % | 60,0 % | 65,0 % |

В Україні функціонує 711 державних професійно-технічних закладів освіти. У 35 закладах викладання всіх предметів проводиться російською мовою. Кількість учнів, які навчаються російською мовою, становить 51,4 тисячі осіб, або 12,5 % від загальної кількості учнів. Усі предмети викладаються російською мовою в Автономній Республіці Крим — у 29 професійно-технічних навчальних закладах, а в Севастополі — у 6 таких закладах. Частково російською мовою викладаються предмети в деяких закладах Дніпропетровської, Донецької, Запорізької, Луганської, Одеської, Харківської областей.
Вищі навчальні заклади, які пропонують здобуття освіти російською мовою, розміщуються в основному в Луганську, Донецьку, Харкові, Дніпрі, Одесі та в Автономній Республіці Крим. У 2008/2009 році кількість студентів закладів першого-другого рівнів акредитації, які навчаються російською мовою, становила 45 907 (для порівняння: у 1999/2000 році їх було 123 560), а кількість студентів закладів третього-четвертого рівнів акредитації, які навчаються російською мовою, становила 280 767 (для порівняння, у 1999/2000 році їх було 395 605). Тобто 2009 року російською мовою загалом навчалося 326 674 студенти. Один із варіантів їх працевлаштування — педагогіка. Готують педагогів для шкіл із російською мовою викладання зараз 12 вищих навчальних закладів першого-другого рівнів акредитації та 34 вищих навчальних заклади третього-четвертого рівнів акредитації.

## Зовнішні ланки
- Інтерактивні карти поширеності мов за переписом 2001 р. по населених пунктах [Архівовано 12 березня 2014 у Wayback Machine.]
- МОВНА СИТУАЦІЯ В УКРАЇНІ: між конфліктом і консенсусом.
- PROмова — бібліотека лінгвістичної літератури, створена кафедрою української мови та прикладної лінгвістики ДонНУ